# San Jose Barracuda
Die San Jose Barracuda (IPA: [ˌsænhoʊˈzeɪ ˌbæɹəˈkuːdə]) sind ein US-amerikanisches Eishockeyfranchise aus San José im US-Bundesstaat Kalifornien. Das Team spielt seit der Saison 2015/16 in der American Hockey League (AHL) und fungiert als Farmteam der San Jose Sharks aus der National Hockey League. Das Franchise wurde bereits 1996 unter dem Namen Kentucky Thoroughblades gegründet und kooperiert seitdem mit den Sharks. Die Umsiedlung nach Kalifornien ist bereits die dritte in der 20-jährigen Franchise-Geschichte, nachdem es sowohl als Cleveland Barons wie auch Worcester Sharks aktiv war.

## Geschichte
Im Januar 2015 gab die American Hockey League eine umfangreiche Umstrukturierung zur Saison 2015/16 bekannt, in deren Rahmen eine neue Pacific Division gegründet wurde und fünf Teams in den Bundesstaat Kalifornien übersiedelten. Eines dieser fünf Teams waren die Worcester Sharks, die in dieselbe Stadt wie ihr Kooperationspartner aus der National Hockey League, die San Jose Sharks, zogen. Zudem gaben die Sharks im selben Monat bekannt, dass beide Teams in der gleichen Arena, dem SAP Center, spielen werden.
Im April 2015 wurde dann der neue Name des Franchises, San Jose Barracuda, enthüllt. Die Bezeichnung Barracuda entstammt dem Hauptsponsor Barracuda Networks, dessen Logo auch im Teamlogo zu sehen ist, und bietet zugleich thematische Nähe zu den „Sharks“ (deutsch Haie). Roy Sommer, der zuvor bereits für die Worcester Sharks hinter der Bande stand, wurde zum ersten Cheftrainer der San Jose Barracuda ernannt.
Gleich in der ersten Spielzeit qualifizierte sich die Mannschaft als Vierter der neuen Pacific Division für die Play-offs um den Calder Cup. Dort scheiterten die Barracuda in der ersten Runde an den Ontario Reign. Obgleich des frühen Ausscheiden aus den Play-offs entwickelte sich das Team in der folgenden Saison positiv. Mit einer Reihe von jungen und talentierten Akteuren schloss San Jose die reguläre Saison als bestes Team der Division als auch Western Conference ab. Lediglich die Wilkes-Barre/Scranton Penguins wiesen eine prozentual höhere Siegquote als die Barracuda auf. Die Barracuda erreichten schließlich die Vorschlussrunde der Play-offs um den Calder Cup, wo sie am späteren Sieger, den Grand Rapids Griffins, scheiterten. Versüßt wurde die Saison jedoch durch zahlreiche individuelle Auszeichnungen. So erhielt Daniel O’Regan die Dudley „Red“ Garrett Memorial Award als bester Liganeuling, Troy Grosenick wurde als bester Torwart mit dem Aldege „Baz“ Bastien Memorial Award ausgezeichnet und Trainer Roy Sommer errang erstmals in seiner Karriere den Louis A. R. Pieri Memorial Award.
In der Spielzeit 2017/18 konnte die Mannschaft nicht an die Erfolge der Vorsaison anknüpfen und verweilte lange im hinteren Tabellendrittel, ehe im Februar 2018 – als Mannschaftskapitän John McCarthy mit der Eishockeynationalmannschaft der Vereinigten Staaten an den Olympischen Winterspielen in Pyeongchang teilnahm – alle Play-off-Hoffnungen durch lediglich einen Sieg nahezu begraben wurden. Durch eine beispiellose Aufholjagd zum Saisonende, als das Team einen Rückstand von zehn Punkten binnen sechs Spielen in zwölf Tagen auf die San Diego Gulls aufholte, gelang die dritte aufeinanderfolgende Play-off-Qualifikation. Dort unterlag die Mannschaft in der ersten Runde den Tucson Roadrunners.

## Spielstätten
Die San Jose Barracuda spielten seit ihrer Ansiedlung in San Jose bis 2022 im dort ansässigen SAP Center, einer 17.562 Zuschauer fassenden und im Jahr 1993 fertig gestellten Multifunktionsarena. Die Halle wird scherzhaft „Shark Tank“ (deutsch Haifischbecken) genannt. Nach Beendigung der Bauphase trug die Arena den Namen San Jose Arena, nach dem Abschluss eines Sponsorenvertrages mit Compaq im Jahr 2001 änderte sich der Name in Compaq Center. Durch die Übernahme von Compaq durch Hewlett-Packard 2003 erhielt sie den Namen HP Pavilion. 2013 wurde die Arena in SAP Center umbenannt.
Mit der Tech CU Arena erhielten die Barracuda zur Saison 2022/23 eine neu errichtete und eigene Heimspielstätte, die sie sich fortan nicht mehr mit den Sharks aus der NHL teilen.

### Zuschauerzahlen
Wie ein Großteil der verhältnismäßig jungen AHL-Franchises leiden auch die San Jose Barracuda unter dem mangelnden Zuschauerzuspruch. Hinzu herrscht in der Region rund um das Silicon Valley ein generell großes Angebot an Unterhaltungsmöglichkeiten im Bereich Sport. Dazu zählt mit den San Jose Sharks aus der National Hockey League ein höherklassig angesiedeltes Eishockeyfranchise sowie die Golden State Warriors aus der National Basketball Association, die Oakland Athletics aus der Major League Baseball sowie die San Francisco 49ers aus der National Football League.
Im ersten Jahr der Aufnahme des AHL-Spielbetriebs in San Jose besuchten im Schnitt 4.432 Zuschauer die Spiele des Teams, womit sich das Team im unteren Liga-Viertel wiederfand. Der Schnitt des Ligakrösus Hershey Bears liegt vergleichsweise bei fast 10.000 Zuschauern.

## Besitzer und Farmteams
Seit ihrer Gründung befinden sich die San Jose Barracuda im Besitz einer Gruppe lokaler Investoren, der San Jose Sports & Entertainment Enterprises (SJSEE). Die Gruppe führte bereits seit dem 26. Februar 2002 die Geschäfte der San Jose Sharks aus der National Hockey League. Neben dem NHL-Team und den San Jose Barracuda betreibt die Investorengruppe auch das SAP Center sowie die beiden Trainingshallen des Teams aus San Jose. Zudem ist es Besitzer der San Jose Stealth, der professionellen Lacrossemannschaft der Stadt, und war vor der Umsiedlung des Teams nach San Jose Besitzer der Worcester Sharks, sowie vor der Umsiedlung nach Worcester der Cleveland Barons. Der Präsident und Chief Executive Officer (CEO) der Gruppierung ist Greg Jamison, der bereits seit 1993 in der Organisation der San Jose Sharks tätig ist.
| Saison          | Farmteam        | Liga |
| 2015/16–2017/18 | Allen Americans | ECHL |

Die San Jose Barracuda sind seit der Aufnahme des Spielbetriebs das Farmteam der San Jose Sharks aus der National Hockey League. Unter Einbeziehung der drei Vorgängerfranchises stehen die San Jose Sharks bereits seit 1996 mit dem „Grundgerüst“ des AHL-Klubs in Kooperation. Die San Jose Barracuda selbst arbeiten zudem mit Teams aus der ECHL zusammen, deren Auswahl aber dem Management der San Jose Sharks untersteht, das wiederum eng mit dem der Barracuda zusammenarbeitet. In der Premierensaison 2015/16 fungierten die Allen Americans als Kooperationspartner. Bereits in der Vorsaison hatten die Worcester Sharks mit dem neu gegründeten Team in Allen zusammengearbeitet. Die Zusammenarbeit mit den Americans endete nach der Spielzeit 2017/18.

## Erfolge und Ehrungen

### Sportliche Erfolge
| Conference Championships     | Saison  |
| Norman R. „Bud“ Poile Trophy | 2016/17 |
| Division Championships       | Saison  |
| John D. Chick Trophy         | 2016/17 |

Die San Jose Barracuda gewannen in ihrer Franchise-Geschichte bisher einmal den Titel der Pacific Division sowie der Western Conference, der sie seit der Aufnahme in die Liga angehören, am Ende der regulären Saison. Die Barracuda sicherten sich die Titel, die mit der Norman R. „Bud“ Poile Trophy und John D. Chick Trophy ausgezeichnet werden, in der Saison 2016/17 mit 95 Punkten aus 68 Spielen. In den Playoffs derselben Spielzeit unterlagen sie in der Vorschlussrunde den Grand Rapids Griffins.

### AHL Awards und All-Star-Team-Nominierungen
| Auszeichnung                        | Name           | Saison  |
| Aldege „Baz“ Bastien Memorial Award | Troy Grosenick | 2016/17 |
| Dudley „Red“ Garrett Memorial Award | Daniel O’Regan | 2016/17 |
| Louis A. R. Pieri Memorial Award    | Roy Sommer     | 2016/17 |
| Yanick Dupré Memorial Award         | Ryan Carpenter | 2015/16 |

Bereits zum Ende ersten Saison gelang es Spielern der San Jose Barracuda eine individuelle Trophäen zu gewinnen.
Der Stürmer Ryan Carpenter erhielt für sein besonderes Engagement in der Gesellschaft im Verlauf der Spielzeit den Yanick Dupré Memorial Award. Im Folgejahr, das für die Barracuda überaus erfolgreich verlief, wurden sowohl Cheftrainer Roy Sommer als auch Torwart Troy Grosenick und Rookie Daniel O’Regan jeweils als Ligabeste in der jeweiligen Kategorie ausgezeichnet.

### AHL-All-Star-Classic-Nominierungen
| Jahr | Name              |
| 2016 | Ryan Carpenter    |
| 2016 | Barclay Goodrow   |
| 2017 | Troy Grosenick    |
| 2017 | Daniel O’Regan    |
| 2018 | Rūdolfs Balcers   |
| 2018 | Antoine Bibeau    |
| 2019 | Josef Kořenář     |
| 2019 | Jacob Middleton   |
| 2020 | Joachim Blichfeld |

Insgesamt wurden bisher neun Spieler der San Jose Barracuda von den Fans aufgrund ihrer Beliebtheit ins All-Star Classic gewählt oder aufgrund ihrer Leistungen von den Trainern nominiert.

### Saisonstatistik
Abkürzungen: GP = Spiele, W = Siege, L = Niederlagen, OTL = Niederlagen nach Overtime, SOL = Niederlagen nach Shootout, Pts = Punkte, GF = Erzielte Tore, GA = Gegentore, PIM = Strafminuten
| Saison  | GP  | W   | L   | OTL | SOL | Pts | GF   | GA   | PIM  | Platz       | Playoffs |
| 2015/16 | 68  | 31  | 26  | 8   | 3   | 73  | 198  | 193  | 852  | 4., Pacific | Niederlage im Divisions-Halbfinale, 1:3 (Ontario)                                                                                          |
| 2016/17 | 68  | 43  | 16  | 4   | 5   | 95  | 232  | 176  | 1051 | 1., Pacific | Sieg im Divisions-Halbfinale, 3:2 (Stockton) Sieg im Divisions-Finale, 4:1 (San Diego) Niederlage im Conference-Finale, 1:4 (Grand Rapids) |
| 2017/18 | 68  | 34  | 26  | 4   | 4   | 76  | 186  | 198  | 854  | 4., Pacific | Niederlage im Divisions-Halbfinale, 1:3 (Tucson)                                                                                           |
| 2018/19 | 68  | 39  | 22  | 3   | 4   | 85  | 227  | 197  | 714  | 2., Pacific | Niederlage im Divisions-Halbfinale, 1:3 (San Diego)                                                                                        |
| 2019/20 | 55  | 21  | 27  | 5   | 2   | 49  | 179  | 192  | 670  | 7., Pacific | nicht qualifiziert |
| 2020/21 | 36  | 15  | 15  | 4   | 2   | 36  | 105  | 127  | 465  | 4., Pacific | Sieg im Play-in-Game, 1:0 (Tucson) Sieg im Play-in-Game, 1:0 (Colorado) Niederlage im Divisions-Halbfinale, 0:2 (Henderson)                |
| 2021/22 | 68  | 20  | 42  | 4   | 2   | 46  | 202  | 291  | 973  | 9., Pacific | nicht qualifiziert |
| Gesamt  | 431 | 203 | 174 | 32  | 22  | 460 | 1329 | 1374 | 5579 |             | 5 Playoff-Teilnahmen 9 Serien: 4 Siege, 5 Niederlagen 31 Spiele: 13 Siege, 18 Niederlagen                                                  |

### Franchiserekorde
Im Folgenden werden ausgewählte Spielerrekorde des Franchises sowohl über die gesamte Karriere als auch über einzelne Spielzeiten aufgeführt.

#### Karriere
|                           | Name            | Anzahl                      |
| Meiste Spiele             | John McCarthy   | 275                         |
| Meiste Tore               | John McCarthy   | 62                          |
| Meiste Vorlagen           | John McCarthy   | 76                          |
| Meiste Punkte             | John McCarthy   | 138 (62 Tore + 76 Vorlagen) |
| Meiste Strafminuten       | Jacob Middleton | 273                         |
| Meiste Siege als Torhüter | Troy Grosenick  | 47                          |
| Meiste Shutouts           | Troy Grosenick  | 10                          |

#### Saison
|                               | Name              | Anzahl                     | Saison  |
| Meiste Tore                   | Barclay Goodrow   | 25                         | 2016/17 |
| Meiste Vorlagen               | Tim Heed          | 42                         | 2016/17 |
| Meiste Punkte                 | Daniel O’Regan    | 58 (23 Tore + 35 Vorlagen) | 2016/17 |
| Meiste Punkte als Rookie      | Daniel O’Regan    | 58 (23 Tore + 35 Vorlagen) | 2016/17 |
| Meiste Punkte als Verteidiger | Tim Heed          | 56 (14 Tore + 42 Vorlagen) | 2016/17 |
| Meiste Strafminuten           | Montana Onyebuchi | 137                        | 2021/22 |
| Meiste Siege als Torhüter     | Troy Grosenick    | 30                         | 2016/17 |

## Trainer
Abkürzungen: GC = Spiele, W = Siege, L = Niederlagen, OTL = Niederlagen
nach Overtime bzw. Shootout, Pts = Punkte, Win % = Siegquote
| Name          | Saison          | Reguläre Saison | Reguläre Saison | Reguläre Saison | Reguläre Saison | Reguläre Saison | Reguläre Saison | Reguläre Saison | Playoffs | Playoffs | Playoffs |
| Name          | Saison          | GC              | W               | L               | OTL             | Pts             | Win %           | GC              | W        | L        |          |
| Roy Sommer    | 2015/16–2021/22 | 431             | 203             | 174             | 54              | 460             | .471            | 31              | 13       | 18       |          |
| John McCarthy | seit 2022/23    |                 |                 |                 |                 |                 |                 |                 |          |          |          |

Die San Jose Barracuda arbeiteten initial mit dem US-Amerikaner Roy Sommer hinter der Bande. Sommer war bereits seit dem Sommer 1996 in der Organisation der San Jose Sharks tätig und wurde zwei Jahre später zum Cheftrainer des damaligen Farmteams ernannt. Vor dem Umzug des Teams war er bereits als Headcoach der Kentucky Thoroughblades, Cleveland Barons und Worcester Sharks tätig. Nach der Saison 2021/22 wurde er durch John McCarthy ersetzt.

## General Manager
| Name     | Saison       |
| Joe Will | seit 2015/16 |

Wie auf der Trainerposition setzt das Franchise auch auf dem Posten des General Managers auf Kontinuität. Der seit 2006 beschäftigte Kanadier Wayne Thomas war – wie Roy Sommer – zuvor schon als General Manager bei den Kentucky Thoroughblades und Cleveland Barons tätig. Erst nach der Saison 2012/13 übernahm Joe Will, wobei Thomas ihm weiterhin als Assistent zur Seite stand, die Geschäfte in Worcester. Seit dem Umzug des Teams nach San Jose bekleidet er auch dort diese Position.

## Spieler

### Mannschaftskapitäne
| Jahr      | Name          |
| 2015–2016 | Bryan Lerg    |
| 2016–2020 | John McCarthy |
| seit 2020 | Jaycob Megna  |

In der Geschichte der San Jose Barracuda gab es bisher drei Spieler, die das Amt des Mannschaftskapitäns bekleideten.
Nach dem Umzug des Teams von Worcester nach San Jose behielt Bryan Lerg das Amt des Kapitäns inne, nachdem er diese Position bereits in der Vorsaison übertragen bekommen hatte. Zur Saison 2016/17 übernahm John McCarthy das Amt, nachdem Lerg den Verein verlassen hatte. McCarthy war mit Unterbrechungen bereits seit 2009 Teil des Franchises der San Jose Sharks und blieb bis zu seinem Karriereende im Sommer 2020 Kapitän der Barracuda. Zur Spielzeit 2020/21 übernahm Jaycob Megna das Kapitänsamt.

### Franchise-Top-Punktesammler
Die zehn besten Punktesammler in der Geschichte des Franchise bis zum Ende der Saison 2021/22.
Abkürzungen: Pos = Position, GP = Spiele, G = Tore, A = Vorlagen, Pts = Punkte, P/G = Punkte pro Spiel
| Name               | Pos | Saison          | GP  | G  | A  | Pts | P/G  |
| John McCarthy      | LW  | 2015/16–2019/20 | 275 | 62 | 76 | 138 | 0,50 |
| Alexander True     | C   | 2017/18–2020/21 | 203 | 59 | 69 | 128 | 0,63 |
| Jayden Halbgewachs | LW  | seit 2018/19    | 203 | 55 | 67 | 122 | 0,60 |
| Joachim Blichfeld  | LW  | 2017/18–2021/22 | 130 | 52 | 47 | 99  | 0,76 |
| Ryan Carpenter     | C   | 2015/16–2016/17 | 120 | 32 | 62 | 94  | 0,78 |
| Nick DeSimone      | D   | 2016/17–2020/21 | 190 | 26 | 65 | 91  | 0,48 |
| Sasha Chmelevski   | C   | 2017/18–2021/22 | 122 | 35 | 53 | 88  | 0,72 |
| Nikolai Goldobin   | LW  | 2015/16–2016/17 | 106 | 36 | 49 | 85  | 0,80 |
| Barclay Goodrow    | RW  | 2015/16–2016/17 | 118 | 45 | 39 | 84  | 0,71 |
| Maxim Letunow      | C   | 2018/19–2020/21 | 139 | 36 | 47 | 83  | 0,60 |

| Name            | Pos | GP | G  | A  | Pts | P/G  |
| Ryan Carpenter  | C   | 19 | 10 | 9  | 19  | 1,00 |
| Joakim Ryan     | D   | 19 | 4  | 10 | 14  | 0,74 |
| Tim Heed        | D   | 19 | 3  | 10 | 13  | 0,68 |
| Barclay Goodrow | RW  | 19 | 5  | 6  | 11  | 0,58 |
| John McCarthy   | LW  | 27 | 3  | 8  | 11  | 0,41 |
| Buddy Robinson  | RW  | 15 | 4  | 5  | 9   | 0,60 |
| Rourke Chartier | C   | 11 | 2  | 7  | 9   | 0,82 |
| Nick DeSimone   | D   | 21 | 2  | 7  | 9   | 0,43 |
| Julius Bergman  | D   | 23 | 1  | 8  | 9   | 0,39 |
| Timo Meier      | RW  | 14 | 4  | 3  | 7   | 0,50 |

### Ehemalige Spieler
Durch die Kooperation mit den San Jose Sharks aus der National Hockey League haben seit der Gründung des Franchises diverse NHL-Akteure das Trikot der San Jose Barracuda übergestreift. Zudem waren mehrere Spieler in Europa tätig.
- Mark Alt
- Mantas Armalis
- Rūdolfs Balcers
- Alexander Barabanow
- Lean Bergmann
- Antoine Bibeau
- Anthony Bitetto
- Colin Blackwell
- Joachim Blichfeld
- Brandon Bollig
- Jonny Brodzinski
- Ryan Carpenter
- Trevor Carrick
- Rourke Chartier
- Sasha Chmelevski
- Mark Cundari
- Jonathan Dahlén
- Aaron Dell
- Dylan DeMelo
- Kurtis Gabriel
- Dylan Gambrell
- Nikolai Goldobin
- Barclay Goodrow
- Noah Gregor
- Troy Grosenick
- Jayden Halbgewachs
- Micheal Haley
- Tim Heed
- T. J. Hensick
- Adin Hill
- Christián Jaroš
- Ņikita Jevpalovs
- Danil Jurtaikin
- Evander Kane
- Melker Karlsson
- Joel Kellman
- Josef Kořenář
- Nikolai Knyschow
- Kevin Labanc
- John Leonard
- Bryan Lerg
- David Makowski
- Paul Martin
- Brandon Mashinter
- John McCarthy
- Frazer McLaren
- Jaycob Megna
- Timo Meier
- Nicolas Meloche
- Nick Merkley
- Jacob Middleton
- Jeremy Morin
- Mirco Müller
- Stefan Noesen
- Daniel O’Regan
- Trevor Parkes
- Greg Pateryn
- Lane Pederson
- Francis Perron
- Vincent Praplan
- Dalton Prout
- Lukáš Radil
- Buddy Robinson
- Noah Rod
- Jérémy Roy
- Robbie Russo
- Joakim Ryan
- Radim Šimek
- Ben Smith
- Marcus Sörensen
- Alex Stalock
- Karl Stollery
- Zack Stortini
- Antti Suomela
- Matt Tennyson
- Chris Tierney
- Scott Timmins
- Raffi Torres
- Alexander True
- Iwan Tschechowitsch
- Jeffrey Viel
- Jasper Weatherby
- Manuel Wiederer
- Kyle Wood